# Dedimunda deviyo
Dedimunda Deviyo (noto anche come Dedimunda Dewatha Bandara, in singalese දැඩිමුණ්ඩ දෙවියෝ) è una divinità, venerata dal popolo buddista singalese nello Sri Lanka. È considerato una divinità custode del Buddha Śāsana nel paese. Le persone credono che abbia il potere di curare malattie mortali, epidemie, esorcizzare possessioni maligne e dare speranza di avere bambini a donne sposate. Si ritiene che il culto della divinità Dedimunda sia entrato in risalto durante l'era kandyana essendo ritratto coll'abbigliamento di un capo kandyano, con un bastone e uno scettro nella mano destra, che simboleggiano la sua sovranità sulla regione di Kandy.

## Nome
Deḍimuṇḍa Deviyo è identificato con vari nomi in tutto il paese. Alutnuvara Devatā Baṇḍāra, Meṇik Baṇḍāra, Ūve Baṇḍāra, Aluthnuwara Deviyo e Kīrti Baṇḍāra sono alcuni dei nomi utilizzati. Lo studioso britannico Hugh Nevill (1847-1897) descrive Dedimunda con vari nomi, quali Devata Bandara, Veera Vikum, Yahala Bandara e Yahal Deviyo.

## Leggende
Ci sono varie storie e leggende sulla divinità Dedimunda. Secondo una storia, Dadimunda nacque nella montagna Talagiri da un capo Yakṣa (diavolo) chiamato Pūrṇaka e dalla sua regina Naga Erandathi. Si dice anche che fosse un nipote di Vesamuni. A causa del suo lignaggio, è ben collegato ai clan Yakṣa e Nāga. Si dice che la divinità Dedimunda sia scesa sulla terra per la prima volta nell'area di Dondra (Devinuvara) nel sud dello Sri Lanka dall'India meridionale. Dopo essere atterrato a Devinuwara, si recò a Seenigama, e successivamente nella zona di Aluth Nuwara nel distretto di Kegalle, dove stabilì la sua dimora permanente.
Un altro folklore afferma che c'era un essere sovraumano di alto lignaggio chiamato Devaka Bandara, che prestò servizio presso il re Wickramasinghe come comandante in capo. Si racconta che dopo la sua morte divenne la divinità Dedimunda.
Secondo un'altra storia, all'illuminazione di Gautama Buddha, Māra e il suo vasto esercito arrivarono per sconfiggere il principe Siddhartha e impedirgli di diventare il Buddha. A quel tempo, Deḍimuṇḍa Deviyo era stato inviato a sconfiggere il Māra e i suoi uomini dal dio Vaiśravaṇa (Vesamuni). Secondo la leggenda, lì non solo distrusse le forze del Māra situate a Mahā Meru, ma gli fu concesso da Gautama Buddha anche di proteggere il Buddha Sāsana in Sri Lanka per 5500 anni. In seguito, questa concessione fu rinnovata e più volte da dei, come Visnù, Śakra, Vaiśravaṇa e Skandha Kumāra. E' narrata anche la sua sopravvivenza a un naufragio mentre tornava in Sri Lanka e il suo miracolo di dare vita alla regina incinta e al suo bambino dalle ceneri cremate. Il bambino è stato chiamato "Dāpulu", nel senso di "nato dalle ceneri".
Un'altra storia dice che Dedimunda fu l'unica divinità che non fuggì per paura nella lotta tra il principe Siddhartha (Bodhisatva) e l'esercito di Mara. E nel momento in cui la lotta del principe Siddhartha con Màra (quando Màra cercò di fermare l'illuminazione del Buddha), si racconta che il dio Dedimunda ridusse le dimensioni del proprio corpo e si nascose sotto il vestito che il principe Siddhartha indossava mentre tutti gli altri dei fuggivano.

## Santuari

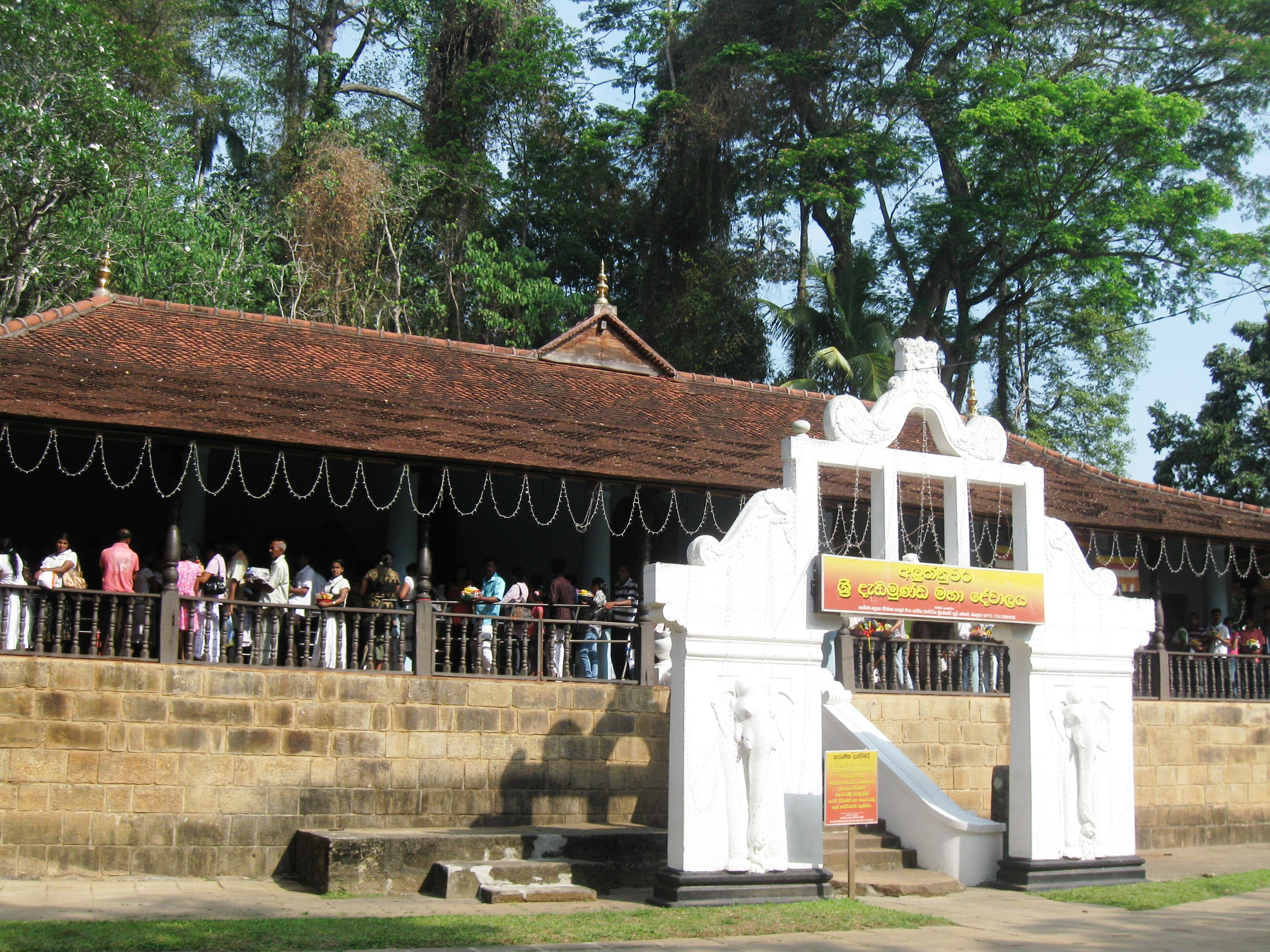
Aluth Nuwara Dedimunda Devalaya

Aluth Nuwara Dedimunda Devalaya, il tempio principale dedicato a Dedimunda deviyo, si trova nella zona di Aluth Nuwara vicino alla città di Mawanella. Il santuario è considerato come un luogo speciale di culto di Dedimunda nella popolazione e nei giorni di Kemmura (mercoledì e sabato) le persone vengono per offrire riti e fare voti alla divinità.
Oltre al santuario principale di Aluth Nuwara, è stato allestito un numero di Dedimunda Devala in relazione con molti santuari di Upulvan nel paese poiché è considerato un generale (capo adhikar e ministro) della divinità Upulvan.
Si crede che attualmente visiti due templi principali, Aluth Nuvara Deḍimuṇḍa Devalaya e Kotte Raja Maha Vihara Deḍimuṇḍa Devalaya.